# كيش غلة بيد (زلاغي الشرقي)
کیش غلة بید (بالفارسية: کیش گله‌بید) هي قرية تقع في إيران في قسم زلاغي الشرقي الریفي. يقدر عدد سكانها بـ 84 نسمة .